# Сотников, Гавриил Григорьевич
Гавриил Григорьевич Сотников — советский государственный хозяйственный и партийный деятель.

## Биография
Родился в 1915 году в селе Галичье. Член КПСС.
С 1937 года — на хозяйственной, общественной и партийной работе.
В 1937—1981 гг.:
- рабочий, инженерный работник в городе Москве,
- работник аппарата Московского горкома КПСС,
- 1-й секретарь Первомайского райкома КПСС города Москвы,
- работник аппарата ЦК КПСС,
- заместитель председателя Московского совнархоза,
- заместитель министра электротехнической промышленности СССР.

Делегат XIX и XX съездов КПСС.
Умер в Москве в 1981 году.